# Altstadt (Mühlheim an der Donau)

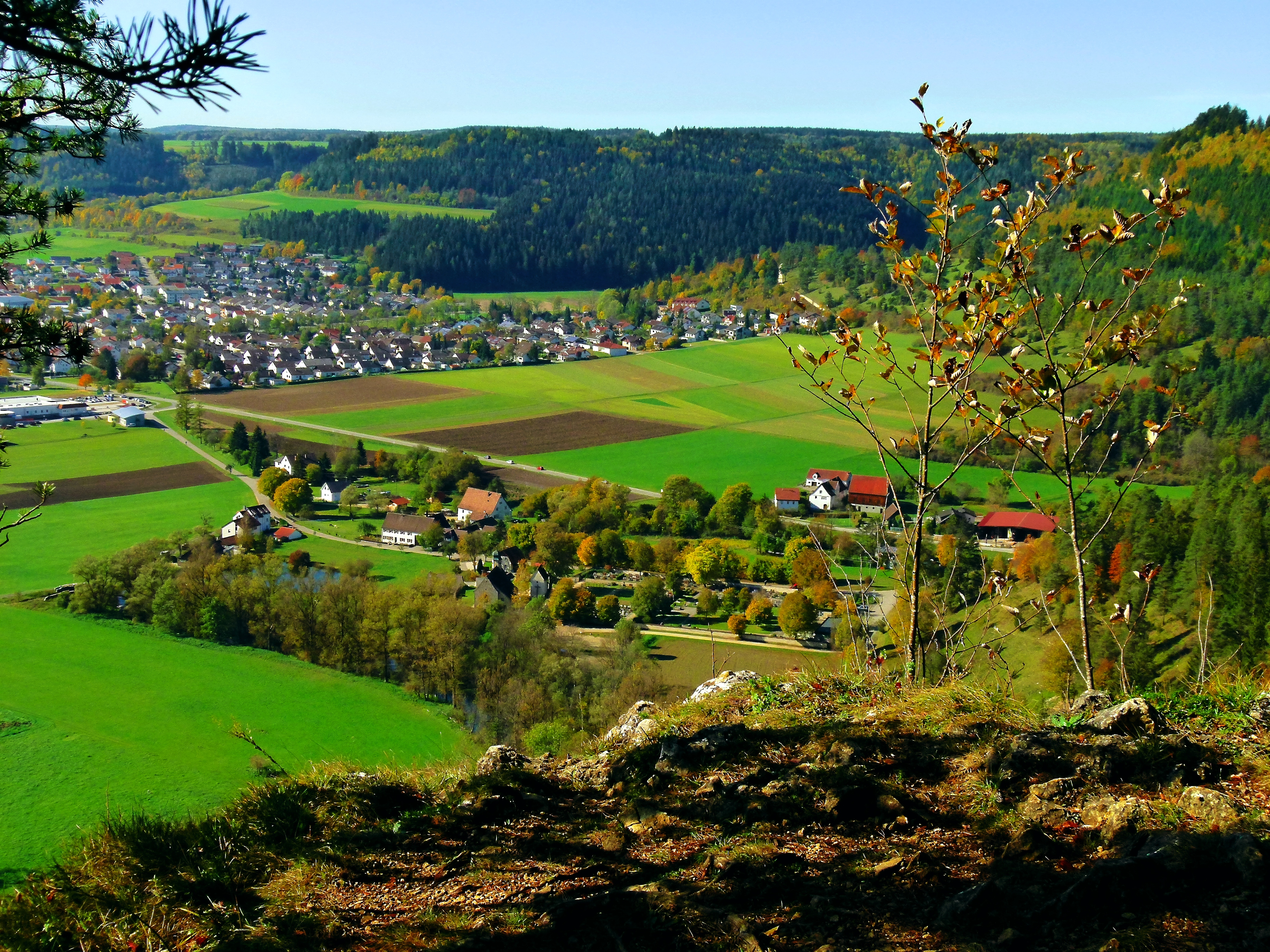
Altstadt von Mühlheim an der Donau (im Vordergrund)

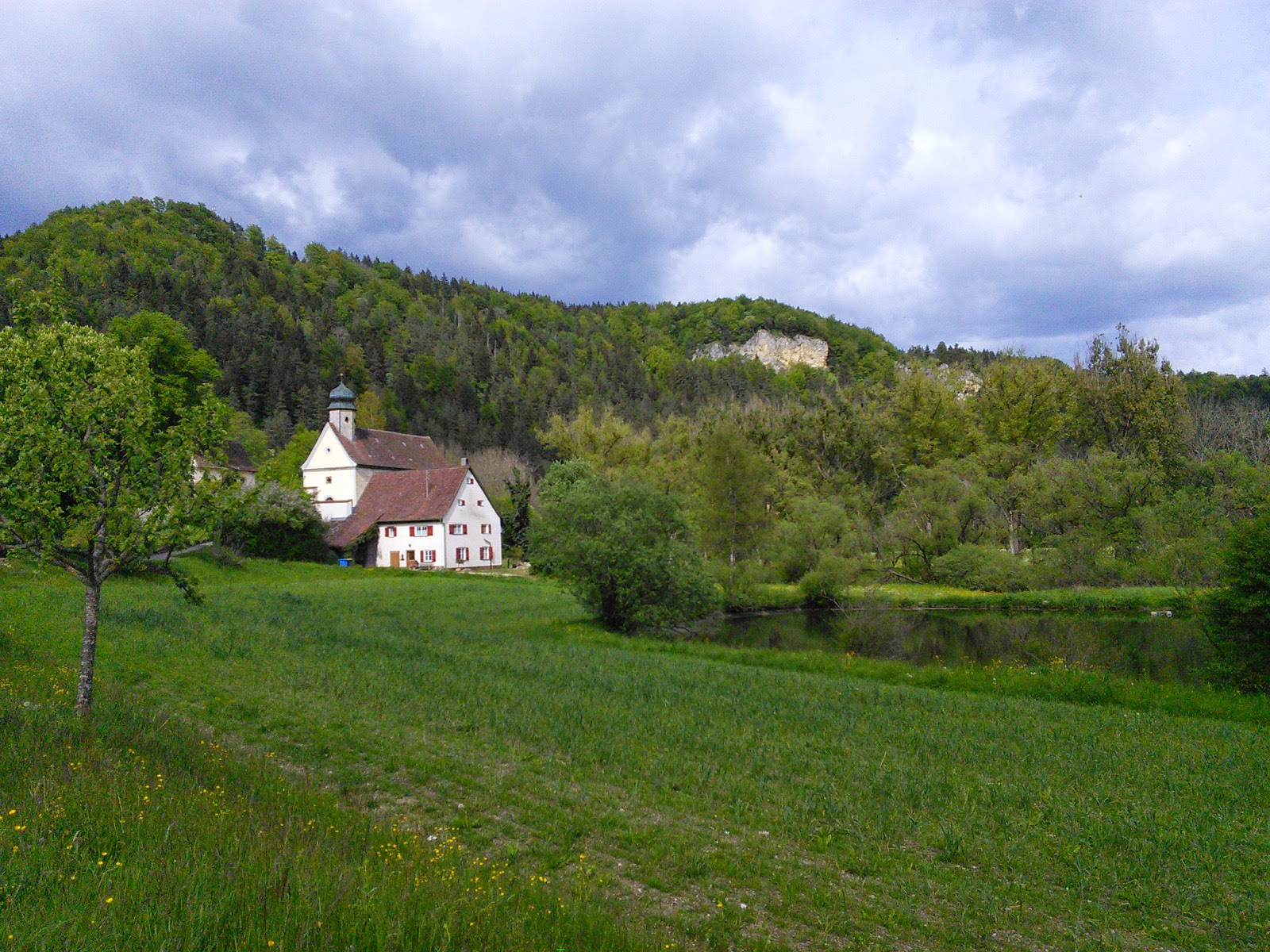
Die Gallus-Kirche in der Altstadt von Mühlheim

Die Altstadt (auch als Altmühlheim bezeichnet) ist die nördlich der Donau gelegene älteste Siedlung von Mühlheim an der Donau, einer Stadt im Landkreis Tuttlingen in Baden-Württemberg. 
Der Weiler am Wulfbach wird erstmals 843 erwähnt. Die beiden Karstquellen des Baches lieferten ganzjährig genügend Wasser für die Mühlen und die sich anschließende Siedlung. Die Bedeutung der Mühlen drückt sich auch im Namen Mühlheim aus. 
Die weitere Entwicklung Altmühlheims wurde begünstigt durch die Handelsstraße, die vom Bodensee kommend bei Mühlheim die Donau mittels einer Furt überquerte und dann weiter über die Schwäbische Alb nach Rottweil führte. Oberhalb der Furt wurde vermutlich im 8. Jahrhundert eine Kirche gebaut, die dem heiligen Gallus geweiht war. Der romanische Nachfolgebau ist bis heute erhalten. 
Die als Oberstadt bezeichnete Siedlung entstand um die kurz nach 1200 auf einem Bergsporn südlich der Donau errichtete Burg. Sie wurde als befestigte Stadt mit vier Toren angelegt.